# Gran Madre de Dios (título cardenalicio)
Gran Madre de Dios es un título cardenalicio de la Iglesia Católica. Fue instituido por el papa Pablo VI en 1965 con la constitución apostólica Sacra Romae.

## Titulares
- Agnelo Rossi (22 de febrero de 1965 - 25 de junio de 1984)
- Ángel Suquía Goicoechea (25 de mayo de 1985 - 13 de julio de 2006)
- Angelo Bagnasco (24 de noviembre de 2007)